# 遠藤光男 (ボディビルダー)
遠藤 光男（えんどう みつお、1942年9月23日 - ）は、日本のボディビルダー、ボディビル指導者、ジム経営者、プロレスリングレフェリー。日本における筋力トレーニングの第一人者として、三島由紀夫、千代の富士、朝青龍など各界の著名人やスポーツ選手を数多く指導した。また、日本アームレスリング連盟を創設するなどアームレスリングの普及にも尽力した。

## 受賞歴
- 1965年第11回ミスター日本コンテスト3位[5]
- 1966年第12回ミスター日本コンテスト優勝[6]
- 1967年IFBBミスター・ユニバースモスト・マスキュラー（英語版）ショートマンの部3位[7]